# Volatilidade local
Um modelo de volatilidade local, em matemática e engenharia financeira, é aquele que trata volatilidade como uma função do nível de ativo circulante {\displaystyle S_{t}} e do tempo {\displaystyle t}.

## Formulação
Em matemática financeira, os ativos St os quais subjazem derivativos financeiros, são tipicamente supostos como sequindo equações diferenciais estocásticas do tipo
{\displaystyle dS_{t}=rS_{t}\,dt+\sigma _{t}S_{t}\,dW_{t}}
onde r é a taxa de risco livre instantâneo, dando uma direção de local média para a dinâmica, e W é um processo de Wiener, representando o ingresso de aleatoriedade na dinâmica. A amplitude desta aleatoriedade é medida pela volatilidade instantânea {\displaystyle \sigma _{t}}.
Quando essa volatilidade tem uma aleatoriedade em si própria — muitas vezes descrita por uma equação diferente impulsionada por uma diferente W — o modelo acima é chamado de modelo de volatilidade estocática. E quando tal volatilidade é meramente uma função do nível de ativo circulante St e do tempo t, temos um modelo de volatilidade local.
"Volatilidade local" é, portanto, um termo usado em finanças quantitativas para designar o conjunto de coeficientes de difusão, {\displaystyle \sigma _{t}=\sigma (S_{t},t)}, que são consistentes com o conjunto de preços de mercado para todos os preços de opção em uma base dada. Este modelo é usado para calcular os valores de opções exóticas as quais são consistentes com preços observados de opções baunilha.

## Desenvolvimento
O conceito de volatilidade local foi desenvolvida quando Bruno Dupire   e Emanuel Derman e Iraj Kani observou que há um único processo de difusão compatível com a densidade neutra ao risco derivado dos preços de mercado de opções européias.
Como descrito e implementado por Derman e Kani, os modelos de volatilidade local são função da volatilidade instantânea para usar em cada nó em um modelo binomial de precificação de opções de tal forma que o gráfico em árvore árvore irá produzir um conjunto de avaliações de opções que são coerentes com os preços observados de opções no mercado para todas os exercícios e expirações. O modelo Derman-Kani foi assim formulado com tempo discreto e etapas dos preços das ações. As equações fundamentais de tempo contínuo usadas em modelos de volatilidade local foram desenvolvidos por Bruno Dupire em 1994. A equação de Dupire estabelece
{\displaystyle {\frac {\partial C}{\partial T}}={\frac {1}{2}}\sigma ^{2}(K,T;S_{0})K^{2}{\frac {\partial ^{2}C}{\partial K^{2}}}-rK{\frac {\partial C}{\partial K}}}

## Uso
Modelos de volatilidade locais são úteis em qualquer mercado de opções no qual a volatilidade subjacente é a predominantemente função do nível basal da taxa de juro de derivados, por exemplo. Volatilidades locais invariantes no tempo são supostamente incompatíveis com a dinâmica do  índice de patrimônio da superfície de volatilidade implícita, mas recomenda-se ver Crepey, S (2004). «Delta-hedging Vega Risk». Quantitative Finance. 4, que afirma que esses modelos oferecem a melhor cobertura média para opções de índice de capital. Modelos de volatilidade locais não deixam de ser úteis na formulação de modelos de volatilidade estocática.
Modelos de volatilidades locais apresentam uma variedade de características atraentes. Porque a única fonte de aleatoriedade é o preço das ações, modelos de volatilidade local são fáceis de calibrar. Além disso, eles conduzem a completar mercados onde a cobertura pode ser baseada apenas no ativo subjacente. A abordagem não-paramétrica geral de Dupire, no entanto, é problemática, pois é preciso arbitrariamente pré-interpolar a entrada implícita da superfície de volatilidade antes de aplicar o método. Abordagens paramétricas alternativas tem sido propostas, notavelmente altamente tratável dos modelos mistura dinâmicos de volatilidade local de Damiano Brigo e Fabio Mercurio.
Uma vez que em modelos de volatilidade local a volatilidade é uma função determinística do preço aleatório da ação, modelos de volatilidade local não são muito bem utilizados para preço de opções cliquet ou opções forward start, cujos valores dependem especificamente da natureza aleatória da volatilidade em si.